# 曲延坤
曲延坤（1933年1月10日—2020年1月15日），男，山东莱州人，中国作家，山东省作家协会原副主席（1988年－1994年）。

## 生平
1933年1月10日生于山东省掖县沙河镇大曲家村。幼时家贫，只读过四年小学。1949年1月参加中国人民解放军，被派到胶东西海建校学习。毕业后没有入伍，而是被分配到昌邑县政府工作，历任秘书处文印员、昌邑县卜庄区公所文书、县委宣传部干事。1956年3月至1956年11月，在中国作家协会文学讲习所学习。1956年11月后，历任山东省文联文学部干事、山东文学编辑部小说组副组长。文化大革命期间参加劳动。1973年1月至1976年1月，山东人民出版社文艺组负责人。1976年1月至1979年1月，山东文学社小说散文组组长。1979年加入中国作家协会。1979年1月至1988年3月，历任中国作家协会山东分会秘书长、副主席、常务副主席。1988年3月当选山东省作家协会副主席。1994年8月离休。2020年1月15日逝世，终年87岁。

## 作品
1954年开始从事文艺创作。1955年发表首篇小说《收音员小王下乡记》。1957年发表中篇小说《腐朽的灵魂》，1961年发表长篇革命回忆录《山中猎手》（执笔创作），1981年出版短篇小说集《双凤》。合作有《大刀记》等电影剧本，《暴风雨之夜》《马贵祥和他的抢险队》《刘区长和他的爱人》等短篇小说。《妹妹》获庆祝《山东文学》创刊45周年小说评奖特别奖。